# Oegoconia caradjai
Oegoconia caradjai là một loài bướm đêm. Nó được tìm thấy ở hầu hết Europe, trừt Fennoscandia và đông bắc. Nó cũng hiện diện ở New Zealand.
Sải cánh dài khoảng 15 mm. Con trưởng thành bay từ tháng 6 đến tháng 8 làm một đợt in miền tây Europe. Indoors, they can be observed till tháng 10.
Ấu trùng ăn lá thối, rau hư.